# Касорла, Санти
Сантья́го Касо́рла Гонса́лес (исп. Santiago “Santi” Cazorla González, испанское произношение: [sanˈtjaɣo ˈsanti kaˈθoɾla ɣonˈθaleθ]; род. 13 декабря 1984, Льянера) — испанский футболист, полузащитник клуба «Реал Овьедо». Чемпион Европы 2008 и 2012 годов в составе сборной Испании.

## Клубная карьера
Санти начинал играть в футбол в академии астурийского клуба «Овьедо». В возрасте 17 лет он оказался в «Вильярреале», где играл сначала в дубле. 30 ноября 2003 года Касорла дебютировал и в основной команде, сыграв одну минуту в матче с «Депортиво» (1:0).
В сезоне 2004/05 Касорла был уже игроком основы, в 2005 году он также дебютировал в Лиге чемпионов, где «Вильярреал» дошёл до полуфинала. Санти к тому времени регулярно появлялся на поле, но безоговорочным лидером команды ещё не стал.
7 июля 2006 года Касорла перешёл в «Рекреативо» за 600 тыс. евро, подписав четырёхлетний контракт. «Вильярреал» сохранил возможность выкупить игрока за 1,3 млн евро. 27 августа Санти дебютировал в матче с «Мальоркой» (1:1). Полузащитник провёл в «Рекреативо» сильный сезон, по окончании которого получил титул футболиста года в Испании по версии «Don Balon». Игра Санти помогла команде, только вышедшей в Примеру, занять в ней 8-ю строчку.
Хорошо зарекомендовавший себя Касорла вновь стал нужен «Вильярреалу», и тот воспользовался пунктом в контракте о возможном возврате. В первом после возвращения сезоне Санти вновь показал хорошую игру и стал важной частью итогового успеха команды (2-е место в Примере). Полузащитник забил 5 мячей и множество раз ассистировал нападающим «Вильярреала» Джузеппе Росси и Нихату.
26 сентября 2008 года Касорла заявил, что им интересуется мадридский «Реал», однако переходить туда он не захотел: «В футболе есть много других вещей, кроме игры за „Реал“. Нет сомнений, что это великая команда, но и в „Вильярреале“ меня всё устраивает. Я молод и здесь я могу расти как игрок».
В апреле 2009 года Санти получил травму малой берцовой кости в матче с «Альмерией». По прогнозам он должен был пропустить полгода, но восстановление прошло быстрее. Вскоре, однако, череда травм Касорлы продолжилась. В октябре он получил травму позвоночника, из-за которой не играл 2 месяца, чуть позже — травму мышцы бедра. Во время реабилитации от этого повреждения игрок прооперировал грыжу, что отодвинуло восстановление ещё на полтора месяца. В итоге Касорла провёл только 24 матча в сезоне 2009/10 и не принял участие в чемпионате мира.
26 июля 2011 года за 19 млн евро перешёл в другой испанский клуб — «Малагу». Здесь Касорла провёл отличный сезон. По рейтингу WhoScored.com Санти уступил лишь Хави, Месси и Роналду. Он сыграл во всех играх чемпионата и в десяти из них был назван лучшим игроком матча. По итогам сезона «Малага» заняла четвёртое место, что позволяло ей принять участие в квалификации Лиги чемпионов.
Через год «Малага» столкнулась с серьёзными финансовыми проблемами, из-за которых она могла даже потерять возможность сыграть в Лиге чемпионов. Защитник испанцев Велигтон открыто призвал применить любые меры, дабы расплатиться с долгами, даже если для этого придётся продать своего звёздного игрока.
В результате 7 августа 2012 года «Арсенал» сообщил о подписании Касорлы. Санти сразу же стал важной «деталью» команды Арсена Венгера, играя «свободного художника». За сезон испанец забил 12 голов, отдав при этом 11 голевых передач, и был признан лучшим игроком «канониров». На таком же высоком уровне Касорла отыграл и следующие два сезона. Во многом именно благодаря игре Санти «Арсенал» сумел прервать свою трофейную «засуху», выиграв Кубок Англии — первый за девять лет трофей.
В 2012 году клуб «Овьедо», в котором начинал свою карьеру Санти Касорла, оказался на грани банкротства. Санти Касорла вместе с другими воспитанниками клуба, нападающим «Челси» Хуаном Матой, форвардом «Суонси» Мичу и нападающим «Атлетико Мадрид» Адрианом Лопесом оказали финансовую помощь родному клубу, купив его акции. Таким образом «Овьедо», оказавшийся на грани банкротства, смог собрать необходимую для погашения долгов сумму в 2 миллиона евро.
10 сентября 2013 года Касорла получил повреждение лодыжки в матче за сборную, в результате чего долгое время полузащитник играл испытывая постоянный дискомфорт. В ноябре 2015 году в матче чемпионата Англии с «Норвич Сити» Санти порвал боковые связки колена, выбыв на продолжительный срок. Лишь к концу апреля ему удалось вернуться в строй.
19 октября 2016 года в матче с «Лудогорцем» Касорла отдал голевую передачу на Месута Озиля, однако в этот же момент почувствовал невыносимую боль в повреждённой лодыжке. Через полтора месяца испанец перенёс операцию, однако швы не срослись. В январе 2017 года Касорла перенёс вторую операцию, после этого он вернулся к тренировкам, однако на этот раз швы разошлись. К маю 2017 года Санти перенёс ещё восемь операций, которые также не давали положительного результата. В скором времени выяснилось, что в сухожилие была занесена инфекция, которая съела 8 сантиметров ахилла и повредила пяточную кость. Возник риск заражения крови и дальнейшей ампутации ноги. 29 мая 2017 года полузащитник перенёс очередную операцию, по пересадке кожи с руки. После этого начался долгий процесс реабилитации.
Во время лечения Касорла был вынужден полностью пропустить сезон и 21 мая 2018 года стало известно, что «Арсенал» не будет продлевать с Касорлой контракт, который истекал 30 июня того же года. Таким образом Санти получил статус свободного агента. В этом же году он вернулся в испанский «Вильярреал». Вопреки сомнениям полузащитник вновь сумел набрать хорошую форму, отдав за сезон 10 голевых передач, уступив по этому показателю лишь Лионелю Месси и Пабло Сарабия.

## Карьера в сборной
Касорла начинал выступления за национальную команду с молодёжной сборной под руководством Иньяки Саэса. Санти играл в квалификационных матчах к Афинской Олимпиаде против команды Италии. Полузащитник сыграл в первом матче команд, заменив на 77-й минуте Хавьера Арисменди. Квалифицироваться на турнир испанцы не смогли.

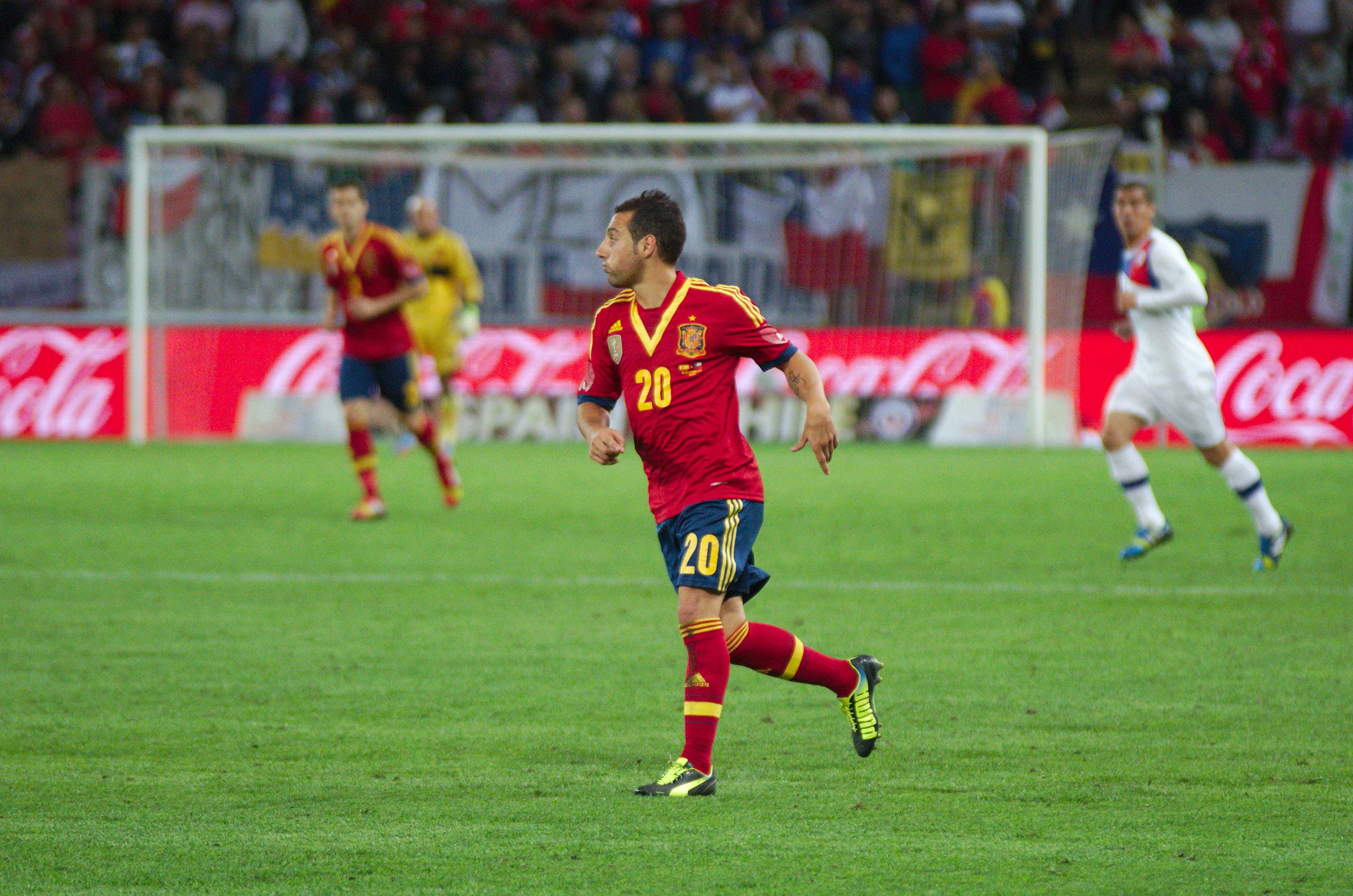
Касорла в составе сборной Испании

31 мая 2008 года Санти дебютировал во взрослой сборной в товарищеском матче с Перу (2:1). Спустя пару недель Касорла и другой недавний дебютант сборной Серхио Гарсия были неожиданно включены в список из 23-х футболистов, выбранных для участия в чемпионате Европы. Касорла и Гарсия вытеснили из состава опытных Хоакина и Альберта Риеру. Тренер сборной Луис Арагонес объяснил, что главным фактором выбора между Санти и Риерой была лучшая функциональная готовность первого.
На самом первенстве Касорла выходил на замены во всех 3-х матчах группового этапа и игре плей-офф с Италией. Санти, появившийся на поле на 113 минуте, внёс свой вклад в победу команды, реализовав послематчевый пенальти. Ещё 25 минут полузащитник сыграл в финальном матче с Германией, принесшем испанцам первую за 44 года победу в европейском первенстве. 19 ноября 2008 года Санти забил первый мяч с игры за национальную команду, поразив ворота Чили (3:0). В 2009 году полузащитник играл на втором в карьере крупном международном турнире — Кубке конфедераций, где провёл 5 матчей, в 4-х из них выходя на замену и завоевал бронзовые медали. К чемпионату мира 2010 года Касорла подошёл не в лучшей форме, пропустив значительную часть сезона из-за травм. Игрок был включён в предварительный список кандидатов на поездку в ЮАР, но в основную заявку не попал. На чемпионате Европы 2012 Касорла стал победителем турнира в составе сборной Испании, он принял участие в двух матчах.

## Личная жизнь
Женат на Урсуле Сантирсо, у пары есть сын Энсо. А 9 апреля 2013 года у них родилась дочь Индия. Ранее Санти на предплечьях были татуировки с именами Энцо и Индии (причем «Энцо» было написано на тенгваре), во время празднования гола он часто их целовал. Позднее, устраняя последствия неудачной операции, хирурги вырезали кусок кожи из левой руки Санти как раз там, где была татуировка с именем дочери, и пришили его к голеностопу.

## Статистика
| Выступление      | Выступление      | Выступление      | Лига | Лига | Кубки | Кубки | Еврокубки | Еврокубки | Прочие | Прочие | Итого | Итого |
| Клуб             | Лига             | Сезон            | Игры | Голы | Игры  | Голы  | Игры      | Голы      | Игры   | Голы   | Игры  | Голы  |
| ---------------- | ---------------- | ---------------- | ---- | ---- | ----- | ----- | --------- | --------- | ------ | ------ | ----- | ----- |
| Вильярреал       | Примера          | 2003/04          | 2    | 0    | 0     | 0     | 0         | 0         | 0      | 0      | 2     | 0     |
| Вильярреал       | Примера          | 2004/05          | 29   | 2    | 0     | 0     | 15        | 5         | 0      | 0      | 44    | 7     |
| Вильярреал       | Примера          | 2005/06          | 23   | 0    | 0     | 0     | 2         | 0         | 0      | 0      | 25    | 0     |
| Вильярреал       | Итого            | Итого            | 54   | 2    | 0     | 0     | 17        | 5         | 0      | 0      | 71    | 7     |
| Рекреативо       | Примера          | 2006/07          | 34   | 5    | 0     | 0     | 0         | 0         | 0      | 0      | 34    | 5     |
| Рекреативо       | Итого            | Итого            | 34   | 5    | 0     | 0     | 0         | 0         | 0      | 0      | 34    | 5     |
| Вильярреал       | Примера          | 2007/08          | 36   | 5    | 6     | 0     | 7         | 1         | 0      | 0      | 49    | 6     |
| Вильярреал       | Примера          | 2008/09          | 30   | 8    | 1     | 0     | 8         | 0         | 0      | 0      | 39    | 8     |
| Вильярреал       | Примера          | 2009/10          | 24   | 5    | 2     | 0     | 4         | 1         | 0      | 0      | 30    | 6     |
| Вильярреал       | Примера          | 2010/11          | 37   | 5    | 4     | 1     | 14        | 2         | 0      | 0      | 55    | 8     |
| Вильярреал       | Итого            | Итого            | 127  | 23   | 13    | 1     | 33        | 4         | 0      | 0      | 173   | 28    |
| Малага           | Примера          | 2011/12          | 38   | 9    | 4     | 0     | 0         | 0         | 0      | 0      | 42    | 9     |
| Малага           | Итого            | Итого            | 38   | 9    | 4     | 0     | 0         | 0         | 0      | 0      | 42    | 9     |
| Арсенал          | Премьер-лига     | 2012/13          | 38   | 12   | 4     | 0     | 7         | 0         | 0      | 0      | 49    | 12    |
| Арсенал          | Премьер-лига     | 2013/14          | 31   | 4    | 7     | 3     | 8         | 0         | 0      | 0      | 46    | 7     |
| Арсенал          | Премьер-лига     | 2014/15          | 37   | 7    | 6     | 0     | 9         | 0         | 1      | 1      | 53    | 8     |
| Арсенал          | Премьер-лига     | 2015/16          | 15   | 0    | 0     | 0     | 5         | 0         | 1      | 0      | 21    | 0     |
| Арсенал          | Премьер-лига     | 2016/17          | 8    | 2    | 0     | 0     | 3         | 0         | 0      | 0      | 11    | 2     |
| Арсенал          | Премьер-лига     | 2017/18          | 0    | 0    | 0     | 0     | 0         | 0         | 0      | 0      | 0     | 0     |
| Арсенал          | Итого            | Итого            | 129  | 25   | 17    | 3     | 32        | 0         | 2      | 1      | 180   | 29    |
| Вильярреал       | Примера          | 2018/19          | 35   | 4    | 1     | 1     | 10        | 2         | 0      | 0      | 46    | 7     |
| Вильярреал       | Примера          | 2019/20          | 35   | 11   | 5     | 4     | 0         | 0         | 0      | 0      | 40    | 15    |
| Вильярреал       | Итого            | Итого            | 70   | 15   | 6     | 5     | 10        | 2         | 0      | 0      | 86    | 22    |
| Аль-Садд         | Лига звёзд       | 2020/21          | 20   | 13   | 9     | 5     | 10        | 4         | 2      | 1      | 41    | 23    |
| Аль-Садд         | Лига звёзд       | 2021/22          | 16   | 6    | 3     | 0     | 6         | 1         | 0      | 0      | 25    | 7     |
| Аль-Садд         | Лига звёзд       | 2022/23          | 19   | 4    | 10    | 5     | 0         | 0         | 2      | 0      | 31    | 9     |
| Аль-Садд         | Итого            | Итого            | 55   | 23   | 22    | 10    | 16        | 5         | 4      | 1      | 97    | 39    |
| Реал Овьедо      | Сегунда          | 2023/24          | 24   | 0    | 1     | 0     | 0         | 0         | 1      | 0      | 26    | 0     |
| Реал Овьедо      | Сегунда          | 2024/25          | 32   | 3    | 0     | 0     | 0         | 0         | 3      | 2      | 35    | 5     |
| Реал Овьедо      | Итого            | Итого            | 56   | 3    | 1     | 0     | 0         | 0         | 4      | 2      | 61    | 5     |
| Всего за карьеру | Всего за карьеру | Всего за карьеру | 563  | 105  | 63    | 19    | 108       | 16        | 10     | 4      | 744   | 144   |

## Достижения

### Командные
«Вильярреал»
- Победитель Кубка Интертото: 2004

«Арсенал»
- Обладатель Кубка Англии (3): 2013/14, 2014/15, 2016/17
- Обладатель Суперкубка Англии (3): 2014, 2015, 2017

Сборная Испании
- Чемпион Европы (2): 2008, 2012

### Личные
- Футболист года в Испании: 2007
- Лучший игрок сезона в Арсенале: 2012/13